# Felsőboldogfalva
Felsőboldogfalva (1899-ig Felső-Boldogasszonyfalva, románul Feliceni, németül Obermariendorf) falu  Romániában, Hargita megyében.

## Fekvése
A falu a Garán-pataknak a Nagy-Küküllőbe ömlésénél fekszik, Székelyudvarhelytől délre 4 km-re.

## Nevének eredete
Nevét a Boldogságos Szűz tiszteletére szentelt templomáról kapta.

## Története
1333-ban villa Sancte Mariae néven említik először. Első lakói a tűzvészben elpusztult Cibrefalváról ideérkezett székely telepesek lehettek. 1910-ben 441, túlnyomórészt magyar lakosa volt. A trianoni békeszerződésig Udvarhely vármegye Udvarhelyi járásához tartozott. 1992-ben 537 lakosából 535 magyar és 2 román volt.

## Látnivalók

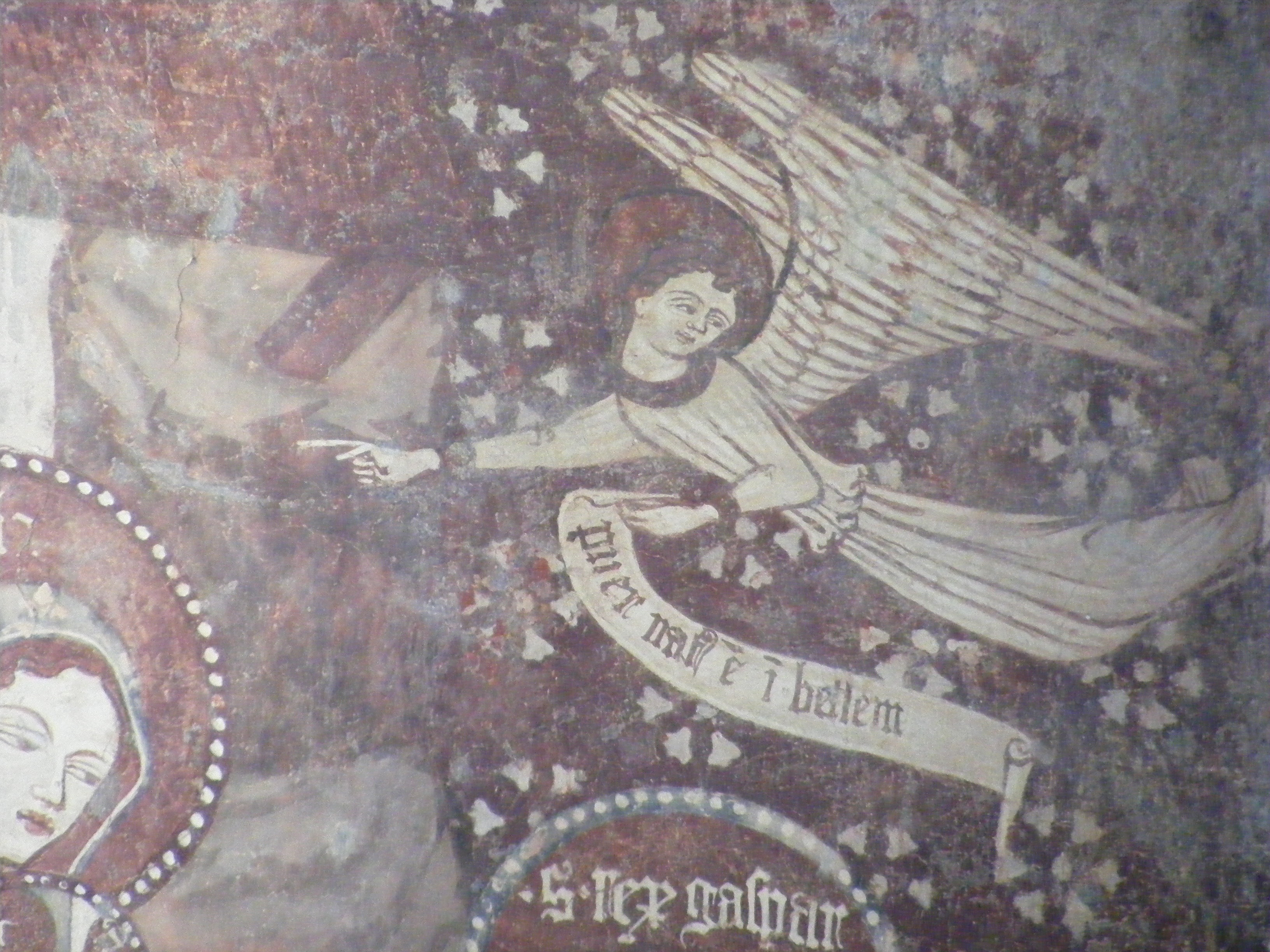
Freskó a templomban

- Kőfallal övezett református temploma középkori eredetű, tornyát a 19. század közepén magasították meg. 1974-ben a templomban két korábbi szentély alapjait találták meg, ebből volt megállapítható a 12. és 13. századi építés, míg mai falai 15. századiak. 15. századi freskók is kerültek elő ekkor. Kazettás mennyezete 1670-ben készült.

## Híres emberek
- Itt született 1861-ben Fülöp Áron költő.
- Itt született 1881-ben Ferenczy Gábor tankönyvíró.
- Itt született 1885-ben Szélyes Lajos magyar állatorvos, egyetemi tanár.
- Itt született 1899-ben dr. Bakk Elek orvos, szakíró.
- Itt született 1911-ben Ipó László festőművész.
- Itt született 1925-ben dr. Simó Jenő irodalomtörténész, kritikus, egyetemi tanár.
- Itt született 1927-ben Orbán Áron szobrászművész.
- Itt született 1948-ban dr. Bíró Domokos fizikus.